# Zygmunt Wiśniewski

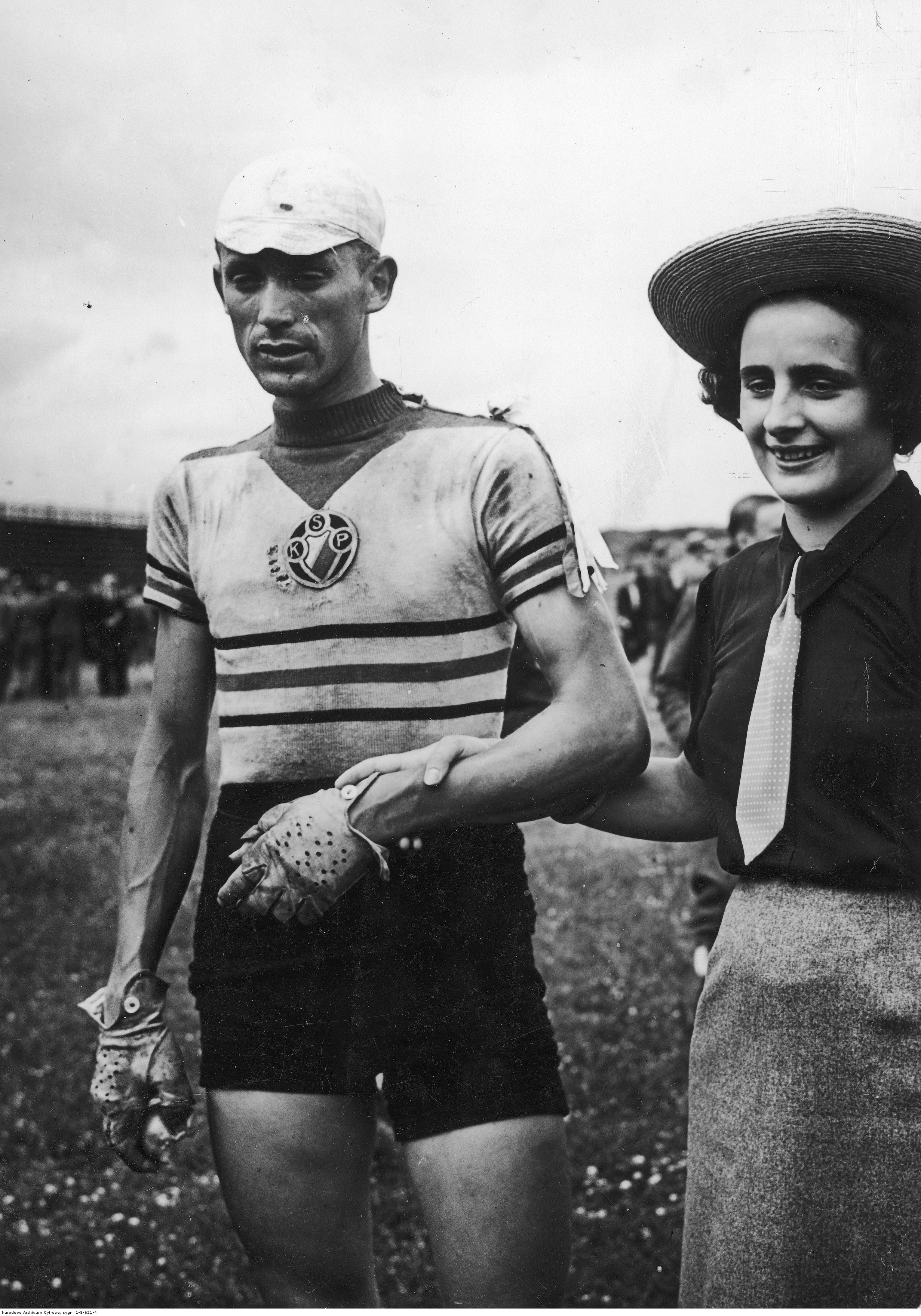
Zygmunt Wiśniewski (1937)

Zygmunt Wiśniewski (* 11. Mai 1916 in Warschau; † 12. Dezember 1992 ebenda) war ein polnischer Radrennfahrer und nationaler Meister im Radsport.

## Sportliche Laufbahn
1937 gewann er zwei Etappen der Polen-Rundfahrt, die er beim Sieg von Bolesław Napierała als Achter beendete. 1939 kam ein weiterer Etappensieg dazu, er musste das Rennen aber im Trikot des Führenden nach einem Sturz aufgeben. Nach Beendigung des Zweiten Weltkrieges gewann er im September die nationale Meisterschaft im Straßenrennen 1945 vor Wacław Wójcik. 1946 gewann er die Meisterschaft im Mannschaftszeitfahren mit seinen Teamkameraden Bolesław Napierała und Kazimierz Bański. 1938 war er bereits Vize-Meister in dieser Disziplin geworden.
Er gewann 1937 und 1939 das Rennen zum Polnischen Meer (Wyścigu do Morza Polskiego).
1938 nahm er an den  UCI-Straßen-Weltmeisterschaften in Valkenburg teil, wo er den 14. Platz belegte. 1948 war er als Einzelfahrer Teilnehmer der ersten Internationalen Friedensfahrt auf dem Kurs von Prag nach Warschau, schied jedoch aus. Bei den Meisterschaften im Bahnradsport 1946 wurde er Dritter im Sprint.